# Hucke-Gebäude

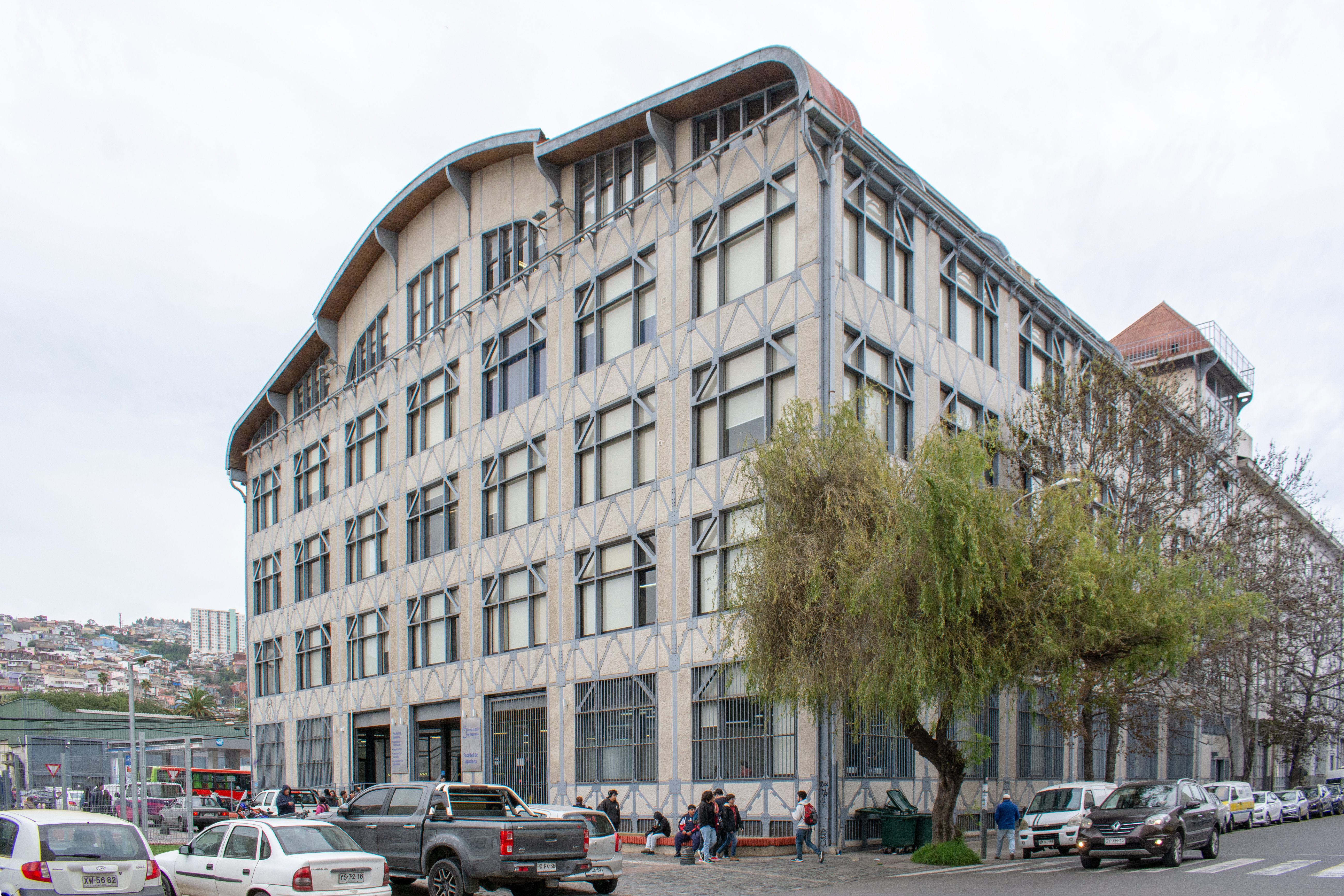
Das Hucke-Gebäude (2023)

Das Hucke-Gebäude (span. Edificio Hucke) ist eine ehemalige Lebensmittelfabrik in der chilenischen Hafenstadt Valparaíso, die zwischen 1908 und 1910 unter Einbeziehung von Bauteilen aus dem Deutschen Kaiserreich errichtet wurde. Gegenwärtig dient es als Fakultät für Ingenieurwissenschaften an der Universität Valparaíso (UV). Die Gemeinde Valparaíso erklärte es zum „historischen Denkmalschutzobjekt“.

## Lage
Das Gebäude befindet sich im Viertel El Almendral (zu Deutsch Der Mandelhain), im flachen Teil der Stadt, der auch dem Stadtzentrum entspricht, etwa 500 Meter von der Pazifikküste entfernt.

## Geschichte

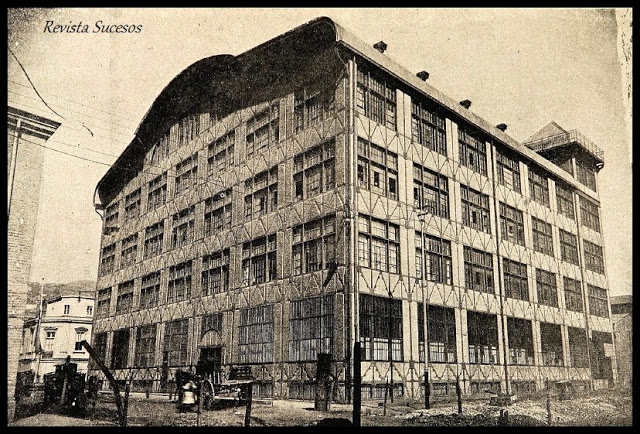
Die Fabrik im 1910

### Industrielle Nutzung
Das Gebäude wurde zwischen 1908 und 1910 vom deutschen Architekten Otto Anwandter (1874–1954) errichtet und stammt aus vorgefertigten Bauteilen aus Europa, die per Schiff angeliefert wurden. Es diente ursprünglich als Produktionsstätte für die Schokoladen- und Keksfabrik Hucke, die im Jahr 1872 von dem chilenisch-deutschen Unternehmer Federico Hucke gegründet wurde. Aufgrund des wirtschaftlichen Erfolgs plante das Unternehmen eine Erweiterung seiner Produktionskapazitäten und strebte den Bau einer größeren Fabrikanlage an. Die vorherige Fabrik war durch das Erdbeben von 1906 zerstört worden, das Valparaíso schwer traf und einen Brand auf dem Gelände verursachte. Bis zum Jahr 1982 erfolgte die Herstellung von Gebäck und Schokolade an diesem Standort. Anschließend wurde die Produktionsstätte vollständig nach Santiago verlagert. Das Unternehmen wurde dann von McKay und später von Nestlé übernommen.

### Gebäudeumbau
Das Elektrizitätsunternehmen Chilquinta hat die Fabrik erworben, um sie als neuen Firmensitz zu nutzen. Im Rahmen dieser Umgestaltung wurden die räumlichen Gegebenheiten in Büroflächen umgewandelt. Die Firma war dort über drei Jahrzehnte erfolgreich tätig. Aufgrund von erheblichen Infrastrukturschäden, die infolge eines Erdbebens im Jahr 2010 entstanden waren, sah sich das Unternehmen gezwungen, den Betrieb einzustellen. 2012 schloss die Universidad de Valparaíso einen Pachtvertrag mit Chilquinta ab, der den Verkauf der Immobilie nach einem Zeitraum von fünf Jahren vorsah. Die staatliche Universität unterzeichnete mit der Banco Santander eine Vereinbarung zum Kauf des Grundstücks und zur Deckung der Kosten für Reparaturen und den Umbau der Unterrichtsräume.